# سو هیون کیونگ
سو هیون کیونگ (کره‌ای: 소현경؛ زادهٔ ۱۹۶۵) فیلم‌نامه‌نویس تلویزیونی اهل کره جنوبی است. او بیشتر به خاطر نویسندگی مجموعه‌های تلویزیونی میراث درخشان (۲۰۰۹)، پرنسس دادستان (۲۰۱۰)، ۴۹ روز (۲۰۱۱)، دخترم سویونگ (۲۰۱۲)، و دو هفته (۲۰۱۳) شناخته می‌شود.

## جوایز
- دومین جوایز ستارگان ای‌پی‌ای‌ان (۲۰۱۳): بهترین نویسنده (دخترم سویونگ، دو هفته)